# Алексієвка (Тулатинська сільська рада)
Алексі́євка (рос. Алексеевка) — село у складі Чаришського району Алтайського краю, Росія.

## Населення
Населення — 1 особа (2010; 2 у 2002).
Національний склад (станом на 2002 рік):
- росіяни — 100 %